# Unumbotte
Unumbotte és el déu creador del poble bassari al Senegal, Gàmbia, Guinea i Guinea Bissau.
La història de la creació d'Unumbotte és una variació del Jardí de l'Edèn. En ell Unumbotte crea un home, després els animals incloent un antílop i una serp, i més tard una dona. Va donar llavors als humans i van fer créixer arbres i plantes, inclosa una que donava fruits vermells. Unumbotte menjaria de l'arbre cada set dies, però els humans no. Finalment, la serp va convèncer els humans perquè mengessin de l'arbre. Quan Unumbotte va baixar del cel, va preguntar qui menjava la fruita, i els humans van dir que eren ells. Unumbotte els va preguntar qui havia dir que podien menjar la fruita, i ells van dir que la serp, i que li havien fet cas perquè tenien gana. Unumbotte va preguntar a l'antílop si ell també tenia gana, i l'antílop va dir que quan tenia gana menjava herba. Des d'aleshores, l'antílop ha viscut a la natura, menjant herba.
Unumbotte donava menjar a cadascuna de les criatures, els humans havien conreat plantes, l'antílop tenia herba, però a la serp li va donar verí i el desig d'atacar els humans.